# The Lou Levy Trio
| Recensione | Giudizio |
| ---------- | -------- |
| AllMusic   |          |

The Lou Levy Trio è un album a nome "The Lou Levy Trio", pubblicato dall'etichetta discografica spagnola Fresh Sound Record nel 1988.
Avrebbe dovuto essere l'album di debutto solistico del pianista, ma a causa del fallimento (fine 1954) dell'etichetta Nocturne Records (di proprietà del contrabbassista Harry Babasin, presente nel trio) non fu messo in distribuzione (fino appunto nel 1988 dalla Fresh Sound Record).

## Tracce

### LP
Lato A
1. The Gentlemen Is a Dope – 2:19 (testo: Lorenz Hart – musica: Richard Rodgers)
2. Serenade in Blue – 2:41 (testo: Mack Gordon – musica: Harry Warren)
3. Woody'n You – 3:07 (musica: Dizzy Gillespie)
4. Without You – 3:32 (testo: Gene Buck – musica: Dave Stamper)

- il brano "The Gentlemen Is a Dope" è generalmente attribuito a Oscar Hammerstein II (testo) e Richard Rodgers (musica)

Lato B
1. All the Things You Are – 3:37 (testo: Oscar Hammerstein II – musica: Jerome Kern)
2. Tiny's Other Blues – 2:22 (musica: Lou Levy, Tiny Kahn)
3. Like Someone in Love – 2:50 (testo: Johnny Burke – musica: Jimmy Van Heusen)
4. Bloo Denim – 3:22 (musica: Lou Levy)

## Formazione
- Lou Levy – pianoforte
- Harry Babasin – contrabbasso
- Larry Bunker – batteria

Note aggiuntive
- Harry Babasin – produttore originale
- Jordi Pujol – produttore ristampa LP, note retrocopertina album
- Registrato il 23 settembre 1954 a Los Angeles [2]